# Deutscher Akademikerinnenbund
 (février 2024).
Si vous disposez d'ouvrages ou d'articles de référence ou si vous connaissez des sites web de qualité traitant du thème abordé ici, merci de compléter l'article en donnant les références utiles à sa vérifiabilité et en les liant à la section « Notes et références ».
La Deutsche Akademikerinnenbund (DAB), en français, l'Association allemande des femmes universitaires, est fondée en 1926 en Allemagne.

## Objectifs
L'Association allemande des universitaires est fondée sur une initiative de Marie Elisabeth Lüders le 11 mai 1926 au German Lyceum Club à Berlin, dans le but de « réunir des universitaires allemandes pour assurer l'influence et la validité des femmes diplômées dans la vie culturelle allemande, pour promouvoir le soutien intellectuel et économique et pour représenter leurs intérêts professionnels ». Outre Marie-Elisabeth Lüders, sont présentes Margarete Berent, Agnes von Zahn-Harnack, Ilse Szagunn, Anna Schönborn et Margarete von Wrangell. En 1927, la DAB compte 3 815 membres et des groupes locaux dans plusieurs villes d'Allemagne.

## Premières années
L'année de sa création, la DAB devient membre de la Fédération internationale des femmes diplômées des universités (FIFDU). Le DAB soutient l'échange scientifique international d'étudiantes et, en 1929 et 1930, des femmes universitaires d'Inde, d'Argentine, d'Angleterre, de Pologne, de Suède, d'Autriche et de Suisse sont reçues en Allemagne. Lise Meitner représente le DAB lors d'une conférence de la FIFDU à Édimbourg. Avec le soutien d'autres associations de femmes et de la bibliothèque d'État de Berlin, le DAB publie la première bibliographie universitaire en langue allemande sur la recherche sur les femmes, intitulée Die Frauenfrage in Deutschland. Strömungen und Gegenströmungen 1790–1930 (1934).

## Disparition durant la période nazie
En juin 1932, la DAB est représentée à la Conférence mondiale pour le désarmement par Marie Elisabeth Lüders. Après la prise de pouvoir d'Hitler, le conseil d'administration de la DAB est renouvelé et Marie-Elisabeth Lüders et Agnes von Zahn-Harnack démissionnent de leur présidence. Le 30 mai 1933, la nouvelle présidente Johanna Willich est démise de ses fonctions par la présidente de la Ligue nationale-socialiste des femmes Gertrud Scholtz-Klink, puis le 6 octobre 1933, le conseil d'administration ordonne l'expulsion des membres juifs. En 1934, le conseil d'administration du DAB est dissous, et l'association, qui s'appelle désormais Reichsbund Deutscher Akademikerinnen (RDA), est annexée par l'association nazie Deutsches Frauenwerk.

## Reconstitution après la guerre
Après guerre, en 1949, le DAB est rétabli sous l'impulsion de Marie Elisabeth Lüders et Agnes von Zahn-Harnack, sous la présidence d'Emmy Beckmann. En 1959, une suite à la bibliographie de la DAB, intitulée Die Frauenfrage in Deutschland, couvre la période de 1931 à 1955. En 1968, la conférence de la FIFDU se déroule à Karlsruhe, suivie d'un colloque des femmes universitaires d'Europe à Ludwigshafen en 1978.
En 1981, la DAB participe à la fondation du réseau des  femmes universitaires d'Europe ((UWE). L'UWE coopère avec le Conseil de l'Europe pour les questions liées la vie des femmes en Europe. Depuis 2010, l'association est également membre du European Movement Network.
La DAB est organisé en une vingtaine de groupes régionaux et locaux. Le bureau fédéral a son siège à Berlin depuis 2006. Une revue, Konsens, est publiée chaque année.

## Prix Sophie La Roche
La DAB décerne le prix Sophie La Roche depuis 2010. Sophie La Roche (1730-1807) est l'une des intellectuelles les plus connues d'Allemagne, qui a acquis une renommée internationale avec son roman Die Geschichte des Fräuleins von Sternheim (1771). Le prix s'adresse aux femmes qui se distinguent par leurs réalisations et leur engagement personnel envers les femmes.
Les lauréates du prix sont :
- Edelgard Bulmahn
- Maria von Welser
- Martina Havenith-Newen (en)
- Elke Büdenbender

## Personnalités de l'association

### Présidentes
- Agnes von Zahn-Harnack 1926-1930
- Marie Elisabeth Lüders 1930-1933
- Emmy Beckmann 1949-1953
- Auguste Hoffmann 1953-1956
- Johanna Lürssen 1956-1958
- Marga Anders 1958-1964
- Erna Scheffler 1964-1970
- Elisabeth Schwarzhaupt 1970-1974
- Gisela Kessel 1974-1976
- Dorothea Frandsen 1976-1982
- Ursula Huffman 1982-1988
- Louise Joppe 1988-1994
- Monika Schmitz 1994-2000
- Dagmar Pohl-Laukamp 2000-2006
- Elisabeth de Sotelo 2006-2012
- Sibylle Laurischk 2012-2013
- Patricia Aden 2013-2019
- Manuela Queitsch 2019–

### Autres membres
- Margarete von Wrangell, chimiste et professeure (1877-1932)
- Rita Süssmuth, femme politique
- Maria von Welser, journaliste de télévision et publiciste
- Petra Roth, ancienne maire de la ville de Francfort-sur-le-Main
- Liselotte Funcke, femme politique
- Elisabeth Schiemann (1881-1972), botaniste et généticienne
- Margarete Berent (1887-1965), avocat